# Galitzkya
Galitzkya é um género botânico pertencente à família Brassicaceae.